# Paolo Brunatto
Paolo Brunatto (* 26. Juli 1935 in Paris; † 16. September 2010 in Morolo, Provinz Viterbo) war ein italienischer Filmregisseur und Drehbuchautor.

## Leben
Brunatto besuchte die Fakultät der Architektur in Genf und war seit 1960 vor allem für das italienische Fernsehen als Dokumentarist und Autor für Aktuelles beschäftigt.
Bereits sein erster Dokumentarfilm Appunti sull’emigrazione von 1960 gewann einen Preis beim Filmfestival Moskau. Er widmete sich auch dem experimentellen Spielfilm und war mit Vieni, dolce morte beim Mostra Internazionale del Cinema Nuovo vertreten. Für das Fernsehen fertigte er einige bemerkenswerte biografische Dokumentationen sowie Filme über den Fernen Osten. Dort entstanden auch Filmtagebücher zu Bernardo Bertoluccis in Asien gedrehten Filmen Der letzte Kaiser und Little Buddha. Sein Gesamtwerk umfasst etwa 500 Arbeiten.
Brunatto bekannte sich zum Buddhismus.

## Filmografie (Auswahl)
- 1960: Appunti sull'emigrazione (Dokumentarfilm)
- 1965: Insomma
- 1967: Vieni, dolce morte
- 1993: Why Buddha? (Dokumentarfilm)
- 2001: Memorie incrociate – Incontro con John Giorno (Dokumentarfilm)